# El Tablón de Gómez
El Tablón de Gómez, o semplicemente El Tablón, è un comune della Colombia facente parte del dipartimento di Nariño.
Il centro abitato venne fondato da Lorenzo Goméz.